# Terra Branca (Praia)
Terra Branca est un quartier de la ville de Praia dans l'île de Santiago au Cap-Vert.

## Description
Il est situé à l'ouest du centre-ville. 
Ses quartiers voisins sont Várzea à l'est, Achada Santo António au sud et Tira Chapéu à l'ouest.

## Population
Au recensement de 2010, le quartier comptait 4 410 habitants.